# Arctotis venusta
Arctotis venusta là một loài thực vật có hoa trong họ Cúc. Loài này được Norl. mô tả khoa học đầu tiên năm 1965.